# Le Cahier bleu (Matisse)
Pour les articles homonymes, voir Le Cahier bleu.
Le Cahier bleu est un tableau réalisé par le peintre français Henri Matisse en 1945. Cette huile sur toile représente un intérieur rouge dans lequel se trouvent notamment une femme étendue dans un fauteuil, une table où des fruits sont posés autour d'une statuette et enfin un siège rose où a été laissé un carton à dessin bleu. Achetée en 2000, l'œuvre est conservée au musée Berggruen, à Berlin, en Allemagne.